# Douzhanopterus

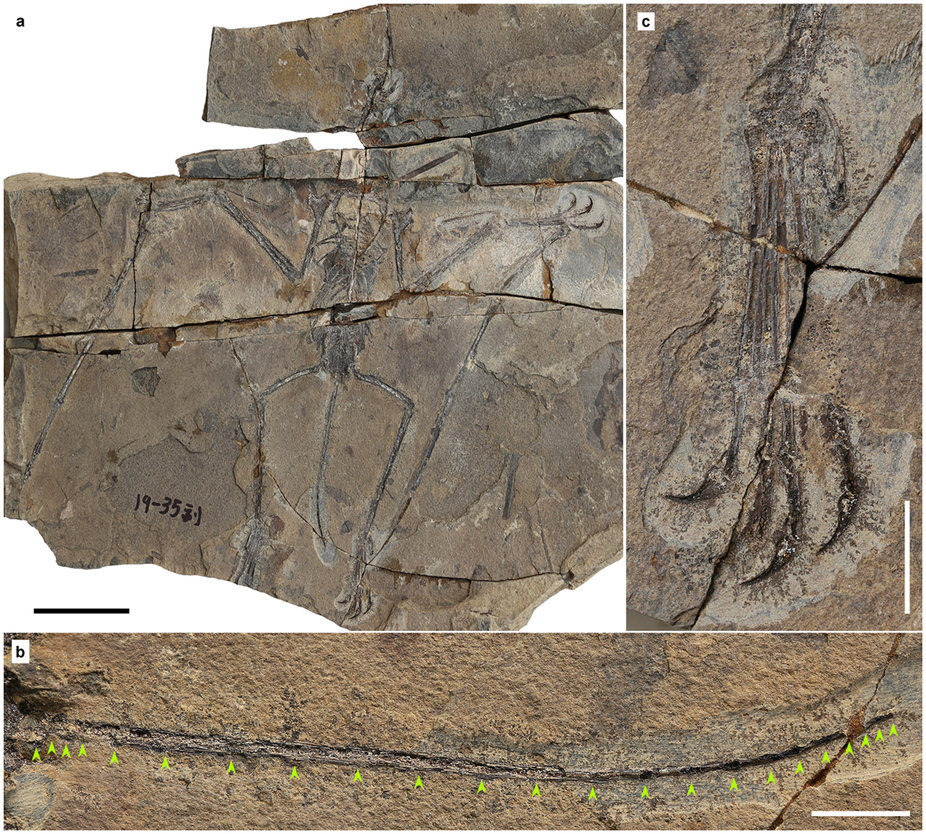
De hoofdplaat van het holotype van Douzhanopterus met rechts in detail de voet en onderaan de staart

Douzhanopterus is een geslacht van uitgestorven basale pterosauriërs dat tijdens het Laat-Jura leefde in het gebied van het huidige China. De enige benoemde soort is Douzhanopterus zhengi.

## Vondst en naamgeving
Het Shandong Tianyu Museum of Nature verwierf een fossiel skelet van een nog onbekende pterosauriërsoort van een plaatselijke boer die beweerde dat het gevonden was bij Toudaoyingzi in Jiangchang. Aan het gesteente meenden de onderzoekers echter te kunnen zien dat het in feite opgedolven was bij Linglongta. Er is een uitgebreide illegale handel in dergelijke stukken.
In 2017 werd de typesoort Douzhanopterus zhengi benoemd en beschreven door Wang Xiaoli, Jiang Shunxing, Zhang Junqiang, Cheng Xin, Yu Xuefeng, Li Yameng, Wei Guangjin en Wang Xiaolin. De geslachtsnaam combineert de naam Dòu-zhànshèng-fó, 鬥戰勝佛, 'Overwinnende Krijgerboeddha', die de legendarische apenkoning Sun Wukong kreeg toen hij de status van boeddha verwierf en daarmee een verwijzing is naar een meer geëvolueerde positie ten opzichte van de verwant Wukongopterus, met een gelatiniseerd Oudgrieks pteron, 'vleugel'. De soortaanduiding eert professor Zheng Xiaoting.
Het holotype, STM 19–35A & B, is gevonden in de Daohugoulagen van de Tiaojishanformatie die dateren uit het vroege Laat-Jura, Oxfordien, i.c. 160,89 tot 160,25 miljoen jaar oud. Het bestaat uit een skelet zonder schedel, platgedrukt op een plaat en tegenplaat. Het betreft een volwassen exemplaar. De beschrijving betrof alleen de hoofdplaat: aangekondigd werd dat de tegenplaat in een latere publicatie behandeld zou worden.

## Beschrijving

### Grootte en onderscheidende kenmerken
Douzhanopterus heeft een vleugelspanwijdte van vierenzeventig centimeter.
De beschrijvers wisten enkele onderscheidende kenmerken vast te stellen. Twee daarvan zijn autapomorfieën, unieke afgeleide eigenschappen. De staart is gereduceerd tot 173% van de lengte van het opperarmbeen. De vijfde teen is verkort zodat het eerste kootje ervan slechts een vijfde heeft van de lengte van het derde middenvoetsbeen.
Daarnaast is er een unieke combinatie van kenmerken die op zich niet uniek zijn. De lengte van de middelste halswervels bedraagt tweeënhalf tot drieënhalf maal de breedte. De staart telt tweeëntwintig wervels met verlengde gewrichtsuitsteeksels en chevrons. Het pteroïde heeft meer dan de helft van de lengte van de ellepijp. Het scheenbeen is 80% langer dan het dijbeen. De vijfde teen heeft twee kootjes.

### Skelet

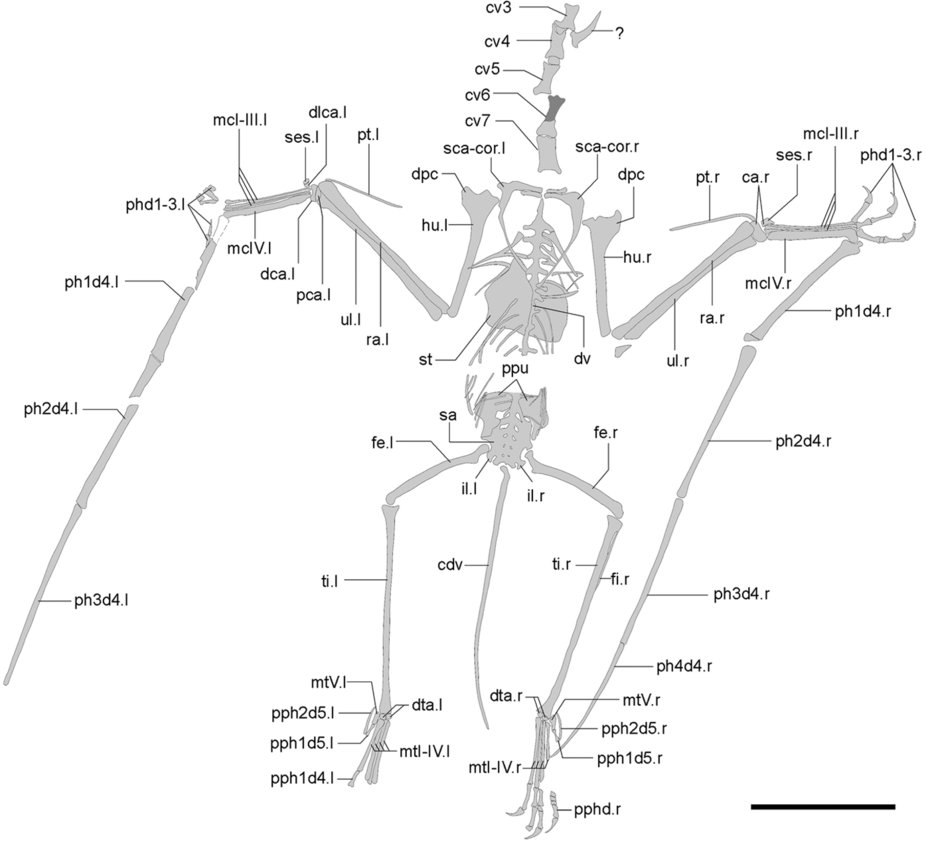
Een skeletdiagram van het holotype van Douzhanopterus

De wervelkolom bestaat vermoedelijk uit zeven halswervels, dertien ruggenwervels, zes sacrale wervels en tweeëntwintig staartwervels. De nek is matig verlengd en de derde tot en met zevende halswervel hebben samen een geschatte lengte van 58,71 millimeter. Ook de staart is matig verlengd. De staartwervels zijn 83,86 millimeter lang. De staartbasis, tot en met de zestiende wervel, is verstijfd door verlengde gewrichtsuitsteeksels die vooraan een lengte bereiken van drie wervels.
Het borstbeen (sternum) is ongeveer even lang als breed, met een puntige voorkant en een rechte achterrand. Het schijnt geen kiel te hebben. Het schouderblad (scapula) is slank, met zo'n drieëndertig millimeter 40% langer dan het ravenbeksbeen (coracoideum), en mist een verbreding onderaan.
Het rechte opperarmbeen heeft hoog bovenaan een kleine trapeziumvormige deltopectorale kam en achteraan een opvallende crista ulnaris. De ellepijp (ulna), ruim negenenvijftig millimeter lang, is iets dikker dan het spaakbeen (radius). Het pteroïde, het botje dat het vlies tussen vleugel en nek ondersteunt, is langwerpig met de helft van de lengte van de ellepijp. Aan het buitenste onderste carpale zit een knokkelbeentje vast. De middenhand (metacarpalia) is matig verlengd, met 65% van de lengte van het opperarmbeen en 53% van de lengte van de ellepijp. De handklauwen zijn groot. Het tweede kootje van de vleugelvinger is het langst met zo'n zesenvijftig millimeter. Het eerste en derde kootje zijn ongeveer even lang, zo'n drieënvijftig millimeter. Het vierde kootje heeft nog altijd 80% van de lengte van het tweede kootje.
Het bekken is vergroeid met het heiligbeen. Het achterblad van het darmbeen (ilium) is kort. Voor het bekken liggen vermoedelijk twee "prepubes". Ze zijn niet met elkaar vergroeid en ieder langer dan breed.
Het dijbeen heeft een lengte van zo'n vier centimeter. Het is licht gebogen. De dijbeenkop, met een duidelijke nek, maakt een hoek van 150° met de schacht. Het scheenbeen (tibia) is recht, zo'n zeven centimeter lang, en vergroeid met het bovenste onderste uiteinde van het kuitbeen (fibula) dat 45% van de lengte ervan heeft. Een rechthoekig buitenste en binnenste tarsale is aanwezig in de enkel. De middenvoet (metatarsalia) heeft ongeveer een derde van de lengte van het onderbeen. Het tweede middenvoetsbeen is het langst, het vierde middenvoetsbeen duidelijk korter. Er is nog een vijfde middenvoetsbeen aanwezig maar dit heeft slechts de lengte van een halve centimeter. De vijfde teen bestaat nog uit twee kootjes waarvan de bovenste recht is en de onderste licht gebogen; deze kootjes droegen wellicht nog een cruropatagium, een vlies tussen de voeten.

## Fylogenie
Douzhanopterus is basaal in de Monofenestrata geplaatst, boven Kunpengopterus. Hij viel uit als de zustersoort van de klade gevormd door de nog onbenoemde Duitse 'Painten pro-pterodactyloïde' en de Pterodactyloidea. De cladistische analyse had tot uitkomst dat de Wukongopteridae parafyletisch waren en dus een reeks aftakkingen vormden onder de pterodactyloïden. Douzhanopterus is dan meer richting deze laatste groep ontwikkeld door een langere nek, kortere staart, langere middenhand en kortere vijfde teen. De 'Painten pro-pterodactyloïde' heeft een nog kortere staart met slechts zeventien wervels. Daarentegen is diens vijfde teen wat langer en is de middenhand korter dus in dat opzicht is juist Douzhanopterus afgeleider ondanks dat hij tien miljoen jaar ouder is dan de Duitse vorm. Dit zagen de beschrijvers als een mooi voorbeeld van modulaire evolutie, waarin bepaalde lichaamsdelen sneller evolueren dan andere. De afgeleide Douzhanopterus leefde gelijktijdig met de meer basale Wukongopterus en Darwinopterus wat erop duidt dat de afsplitsing van de Monofenestrata nog veel ouder moet zijn en wellicht al in het vroege Jura plaatsvond.
Het volgende kladogram toont de evolutionaire relaties met directe verwanten:
|  | Darwinopterus modularis       |
|  |                               |
|  | Darwinopterus robustodens     |
|  |                               |
|  | Darwinopterus linglongtaensis |
|  |                               |

|  | Douzhanopterus zhengi                                                             |
|  |                                                                                   |
|  | \| \| "Painten propterodactyloïde" \| \| \| \| \| \| Pterodactyloidea \| \| \| \| |
|  |                                                                                   |
|  | "Painten propterodactyloïde"                                                      |
|  |                                                                                   |
|  | Pterodactyloidea                                                                  |
|  |                                                                                   |

|  | "Painten propterodactyloïde" |
|  |                              |
|  | Pterodactyloidea             |
|  |                              |

|  | Douzhanopterus zhengi                                                             |
|  |                                                                                   |
|  | \| \| "Painten propterodactyloïde" \| \| \| \| \| \| Pterodactyloidea \| \| \| \| |
|  |                                                                                   |
|  | "Painten propterodactyloïde"                                                      |
|  |                                                                                   |
|  | Pterodactyloidea                                                                  |
|  |                                                                                   |

|  | "Painten propterodactyloïde" |
|  |                              |
|  | Pterodactyloidea             |
|  |                              |

|  | Darwinopterus modularis       |
|  |                               |
|  | Darwinopterus robustodens     |
|  |                               |
|  | Darwinopterus linglongtaensis |
|  |                               |

|  | Douzhanopterus zhengi                                                             |
|  |                                                                                   |
|  | \| \| "Painten propterodactyloïde" \| \| \| \| \| \| Pterodactyloidea \| \| \| \| |
|  |                                                                                   |
|  | "Painten propterodactyloïde"                                                      |
|  |                                                                                   |
|  | Pterodactyloidea                                                                  |
|  |                                                                                   |

|  | "Painten propterodactyloïde" |
|  |                              |
|  | Pterodactyloidea             |
|  |                              |

|  | Douzhanopterus zhengi                                                             |
|  |                                                                                   |
|  | \| \| "Painten propterodactyloïde" \| \| \| \| \| \| Pterodactyloidea \| \| \| \| |
|  |                                                                                   |
|  | "Painten propterodactyloïde"                                                      |
|  |                                                                                   |
|  | Pterodactyloidea                                                                  |
|  |                                                                                   |

|  | "Painten propterodactyloïde" |
|  |                              |
|  | Pterodactyloidea             |
|  |                              |

|  | Darwinopterus modularis       |
|  |                               |
|  | Darwinopterus robustodens     |
|  |                               |
|  | Darwinopterus linglongtaensis |
|  |                               |

|  | Douzhanopterus zhengi                                                             |
|  |                                                                                   |
|  | \| \| "Painten propterodactyloïde" \| \| \| \| \| \| Pterodactyloidea \| \| \| \| |
|  |                                                                                   |
|  | "Painten propterodactyloïde"                                                      |
|  |                                                                                   |
|  | Pterodactyloidea                                                                  |
|  |                                                                                   |

|  | "Painten propterodactyloïde" |
|  |                              |
|  | Pterodactyloidea             |
|  |                              |

|  | Douzhanopterus zhengi                                                             |
|  |                                                                                   |
|  | \| \| "Painten propterodactyloïde" \| \| \| \| \| \| Pterodactyloidea \| \| \| \| |
|  |                                                                                   |
|  | "Painten propterodactyloïde"                                                      |
|  |                                                                                   |
|  | Pterodactyloidea                                                                  |
|  |                                                                                   |

|  | "Painten propterodactyloïde" |
|  |                              |
|  | Pterodactyloidea             |
|  |                              |

|  | Darwinopterus modularis       |
|  |                               |
|  | Darwinopterus robustodens     |
|  |                               |
|  | Darwinopterus linglongtaensis |
|  |                               |

|  | Douzhanopterus zhengi                                                             |
|  |                                                                                   |
|  | \| \| "Painten propterodactyloïde" \| \| \| \| \| \| Pterodactyloidea \| \| \| \| |
|  |                                                                                   |
|  | "Painten propterodactyloïde"                                                      |
|  |                                                                                   |
|  | Pterodactyloidea                                                                  |
|  |                                                                                   |

|  | "Painten propterodactyloïde" |
|  |                              |
|  | Pterodactyloidea             |
|  |                              |

|  | Douzhanopterus zhengi                                                             |
|  |                                                                                   |
|  | \| \| "Painten propterodactyloïde" \| \| \| \| \| \| Pterodactyloidea \| \| \| \| |
|  |                                                                                   |
|  | "Painten propterodactyloïde"                                                      |
|  |                                                                                   |
|  | Pterodactyloidea                                                                  |
|  |                                                                                   |

|  | "Painten propterodactyloïde" |
|  |                              |
|  | Pterodactyloidea             |
|  |                              |